# Silvana sin lana
Silvana sin lana est une telenovela américaine diffusée entre le 19 juillet 2016 et le 16 janvier 2017 sur Telemundo.

## Synopsis
Silvana, une femme riche devra déplacer sa famille dans un quartier populaire où elle rencontre son voisin Manuel. Il est un distributeur de fruits de mer mais  ne supporte pas les gens de la haute société. Les deux vont faire tout leur possible pour ne pas perturber l'équilibre de leur cœur et pour ne pas dévoiler l'amour qu'ils ressentent l'un pour l'autre. En effet, ce serait une incohérence absolue dans le monde de chacun.

## Distribution
- Maritza Rodríguez : Silvana Rivapalacios Villaseñor
- Carlos Ponce : Manuel Gallardo
- Marimar Vega : Stella Pérez, dite Mojarrita
- Adriana Barraza : Trinidad Altamirano de Rivapalacios, dite Trini
- Marcela Guirado : María José Villaseñor Rivapalacios, dite Majo
- Ricardo Abarca : Vicente Gallardo
- Thali García : María de los Ángeles Villaseñor Rivapalacios, dite Angie
- Alexandra Pomales : Lucía Gallardo, dite Lucha
- Briggitte Bozzo : María Guadalupe Villaseñor Rivapalacios, dite Lupita
- Santiago Torres : Pedro Gallardo, dit Pedrito
- Patricio Gallardo : Jorge Gallardo
- Roberto Escobar : Antonio José Villaseñor
- Raury Rolander : Alfredo Archundia, dit Poncho
- Javier Varcarcel : Domingo Gómez, dit Dominique
- Eduardo Ibarrola : Don Benito de Mendoza
- Samantha Dagnino : Margarita Hernández
- Vince Miranda : Andrés Montenegro
- Anastasia Mazzone: Catalina Hernández Pons, dite Cata
- Ana Carolina Grajales : Alejandra
- Andres Cortino : Juanito
- Estefany Oliveira : Genesis
- Gabriel Tarantini : Benjamin González
- Carl Mergenthaler : Rafael Linares
- Jairo Calero : Padre Sánchez
- Yul Bürkle : Esteban Williams
- Andrés Felipe Mejía : Lorenzo
- Guadalupe Hernandez : Jacinto
- Faviola Kuffo : Verónica
- Miguel Silvas : Francisco
- Mylena Barrios : Juanita
- Daniel Fabius : Ezequiel
- Claudio Giúdice : Roberto
- José Luis Tovar : Gregorio
- Miriam Benard : Susana
- Angelo Jamaica : Carlos
- Amneris Mir : Valeria
- Flor Núñez : Sara del Carmen
- Michelle Orozco : María Guadalupe Villaseñor Rivapalacios, dite Lupita
- Víctor Cámara : Frediando
- Rubén Morales : Luis Miguel de Monteverdo

## Diffusion
- Telemundo (2016-2017)

## Autres versions
- Pituca sin lucas (Mega, 2014-2015)

### Sources
- (en) Cet article est partiellement ou en totalité issu de l’article de Wikipédia en anglais intitulé « Silvana sin lana » (voir la liste des auteurs).